# Кавалерийска школа
Кавалерийската школа е бивше военно училище и кавалерийско формирование в България.

## История
Точната дата на формирането на Кавалерийския курс няма. Известна е само заповед № 1 от 1 януари 1899 г., от която се вижда, че кавалерийският курс е на местостоянка в София. На 16 януари 1906 г. е преименуван на Кавалерийска школа. При избухването на Балканската война (1912 – 1913) школата е разформирана, а след края на Междусъюзническата война (1913), на 7 август 1913 г. е отново формирана, този път в Горна Баня. По време на мобилизацията на българската войска за участие в Първата световна война (1915 – 1918) школата е разформирана, като от кадъра ѝ се формира комендантска секция към Щаба на Действащата армия (ЩДА).
На 1 ноември 1918 г. школата е отново формирана от личния състав на комендантската секция и ординарския ескадрон при ЩДА. През 1920 г. във връзка с клаузите на Ньойския мирен договор е реорганизиарана в Кавалерийски курс при военното училище под което наименование е до 1929 г., когато е реогранизиран в отдел (Кавалерийски отдел от школата за РБЕК), като от 1933 г. отново става школа под наименованието Кавалерийска школа. През 1936 г. седалището на школата е преместено в Сливен. В периода от 1939 до 1944 г. в школата се формират курсове за усъвършенстване не ескадронни взводни командири и фелдфебели.
На 18 февруари 1946 г. школата е преименувана на Кавалерийска школа „Г.Бенковски“. С указ № 6 от 5 март 1946 г. издаден на базата на доклад на Министъра на войната № 32 от 18 февруари 1946 г. е одобрена промяната на наименованието на полка от Кавалерийска школа на Кавалерийска школа „Георги Бенковски“. От 15 август 1950 г. става отделно военно училище под наименованието Кавалерийско военно училище „Г.Бенковски“, като на 1 септември е зачислен първият набор курсанти. Кавалерийското военно училище „Г.Бенковски“ е разформирано и ликвидирано със заповед № 0263 от 5 август 1953 г., считано от 30 ноември 1953 година.

## Наименования
През годините школата носи различни имена според претърпените реорганизации:
- Кавалерийски курс (1899 – 16 януари 1906)
- Кавалерийска школа (16 януари 1906 – 1920)
- Кавалерийски курс при военното училище (1920 – 1929)
- Кавалерийски отдел от школата за РБЕК (1929 – 1933)
- Кавалерийска школа (1933 – 5 март 1946)
- Кавалерийска школа „Георги Бенковски“ (5 март 1946 – 15 август 1950)
- Кавалерийско военно училище „Георги Бенковски“ (15 август 1950 – 30 октомври 1953)

## Началници
- Майор (подполк. от 02.05.1902; полк. от 19.09.1906) Недялко Тодоров (1893 – 9 януари 1908)
- Подполковник Стефан Салабашев (10 януари 1908 – 9 декември 1909)
- Полковник Генко Мархолев (1 януари 1910 – 12 септември 1913)
- Майор (подполк. от 14.06.1913) Ефтим Китанчев (12 септември 1913 – 10 септември 1915)
- Полковник Александър Кисьов (31 декември 1918 – 10 януари 1919)
- Полковник Никола Топалджиков (10 януари 1919 – 18 март 1920)
- Полковник Александър Марков (18 март 1920 – 26 ноември 1920)
- Подполковник Младен Филипов (6 декември 1920 – 1921)
- Подполковник Владимир Стойчев (1934)
- Полковник Николай Подгоров (1934 – 1935)
- Полковник Асен Краев (1935)
- Полковник Стефан Златев (1945)
- Полковник Тодор Семов (от 1945)